# Temporada de furacões no oceano Atlântico de 1987
A temporada de furacões no Atlântico de 1987 foi um evento no ciclo anual de formação de ciclones tropicais. A temporada começou em 1 de junho e terminou em 30 de novembro de 1987. No entanto, a formação da depressão tropical Um marcou o início antecipado da temporada ao se formar em 25 de maio. Estas datas delimitam convencionalmente o período de cada ano quando a maioria dos ciclones tropicais tende a se formar na bacia do Atlântico.
A atividade da temporada de furacões no Atlântico de 1987 ficou abaixo da média, com um total de 7 tempestades dotadas de nome e três furacões, sendo que apenas um destes, o furacão Emily, atingiu a intensidade igual ou superior a um furacão de categoria 3 na escala de furacões de Saffir-Simpson.
Em meados de agosto, a tempestade tropical Dois atingiu a costa do Texas, Estados Unidos, causnado 7 milhões de dólares em danos. No mês seguinte, o furacão Emily, o mais intenso da temporada, atingiu a República Dominicana e o Haiti, causando três fatalidades e 30 milhões de dólares em danos. Dias depois, Emily paqssou diretamente sobre as Bermudas, causando mais de 50 milhões de dólares em danos. Emily foi o primeiro furacão a se formar no Caribe desde 1981. Em outubro, o furacão Floyd afetou as Florida Keys e o sul da Flórida, causando apenas danos mínimos. O último sistema da temporada, a depressão tropical Catorze, trouxe chuvas torrenciais para a Jamaica, causando seis fatalidades.

## Nomes das tempestades
Os nomes abaixo foram usados para dar nomes às tempestades que se formaram no Atlântico Norte em 1987. Esta é a mesma lista usada na temporada de 1981.
| - Arlene - Bret - Cindy - Dennis - Emily - Floyd - Gert (sem usar) | - Harvey (sem usar) - Irene (sem usar) - Jose (sem usar) - Katrina (sem usar) - Lenny (sem usar) - Maria (sem usar) - Nate (sem usar) | - Ophelia (sem usar) - Philippe (sem usar) - Rita (sem usar) - Stan (sem usar) - Tammy (sem usar) - Vince (sem usar) - Wilma (sem usar) |

Devido à relativa ausência de impactos, nenhum nome foi retirado da lista, que foi usada integralmente na temporada de 1993.